# Borden County
Borden County je okres ve státě Texas v USA. K roku 2010 zde žilo 641 obyvatel. Správním městem okresu je Gail. Celková rozloha okresu činí 2 347 km².